# A magyar labdarúgó-válogatott mérkőzései 1965-ben
A magyar labdarúgó-válogatottnak 1965-ben hat találkozója volt, ebből négy mérkőzés a világbajnokságra való kijutásért. NDK és Ausztria volt még az európai 6. csoport tagja. Bár Lipcsében csak 1–1-es döntetlenre futotta, a további három meccset már biztosan nyerte a magyar csapat.
A két barátságos mérkőzést is érdemes megemlíteni. Anglia otthonában győzi le a magyar csapatot, 29 év után először, szerény 1–0-ra. Az angol csapat egy évvel később megnyerte a világbajnokságot. A másik ellenfél Olaszország volt, melyet a magyar válogatott Budapesten győzött le 2–1-re. Ebben az olasz csapatban már ott voltak 1968 Európa-bajnokai, Facchetti, Rosato, Mazzola, Rivera és Gigi Riva.
Szövetségi kapitány:
- Baróti Lajos

## Eredmények
| 415. mérkőzés 1965. május 5. |

| Anglia      | 1–0             | Magyarország |
| ----------- | --------------- | ------------ |
| Greaves 17' | (1–0) Részletek |              |

| Wembley Stadion, London Nézőszám: 50 000 Játékvezető: Pierre Schwinte (FRA) |

| 416. mérkőzés 1965. május 23. vb-selejtező |

| NDK       | 1–1             | Magyarország |
| --------- | --------------- | ------------ |
| Vogel 17' | (1–1) Részletek | Bene 27'     |

| Zentralstadion, Lipcse Nézőszám: 105 000 Játékvezető: Erik Johansson (SWE) |

| 417. mérkőzés 1965. június 13. vb-selejtező |

| Ausztria | 0–1             | Magyarország |
| -------- | --------------- | ------------ |
|          | (0–1) Részletek | Fenyvesi 44' |

| Práter-stadion, Bécs Nézőszám: 72 000 Játékvezető: Pierre Schwinte (FRA) |

| 418. mérkőzés 1965. június 27. |

| Magyarország        | 2–1             | Olaszország |
| ------------------- | --------------- | ----------- |
| Albert 37' Bene 81' | (1–0) Részletek | Mazzola 46' |

| Népstadion, Budapest Nézőszám: 25 000 Játékvezető: Friedrich Mayer (AUT) |

| 419. mérkőzés 1965. szeptember 5. vb-selejtező |

| Magyarország                                  | 3–0             | Ausztria |
| --------------------------------------------- | --------------- | -------- |
| Farkas 4' Fenyvesi 36' Mészöly 70' (11-esből) | (2–0) Részletek |          |

| Népstadion, Budapest Nézőszám: 80 000 Játékvezető: Aleksandr Goraszniak (POL) |

| 420. mérkőzés 1965. október 9. vb-selejtező |

| Magyarország                    | 3–2             | NDK              |
| ------------------------------- | --------------- | ---------------- |
| Rákosi 40' Novák 53' Farkas 80' | (1–1) Részletek | P. Ducke 30' 72' |

| Népstadion, Budapest Nézőszám: 80 000 Játékvezető: Kęstutis Andziulis (Szovjet Labdarúgó-szövetség (URS)) |